# Levins Gård
Levins Gård er et tidligere palæ i Havnegade 29, hjørnet af Tordenskjoldsgade, på Gammelholm i København. Palæet er en af de sidste store private boliger, der blev bygget i Indre By i 1800-tallet.
Palæet er opført 1866 i to etager og med mansardtag for grosserer Martin Levin (1818-1875) af arkitekt J.D. Herholdt. Huset er pudset og helt omgivet af højere etageejendomme. I Havnegade, hvor palæet har syv fag, er huset sammenbygget med den fireetages naboejendom, mens det i Tordenskjoldsgade har fire fag og en portgennemkørsel, som isolerer det fra den femetages naboejendom. I gadens hjørne er bygningen skråt afskåret og afsluttes af en gennemgående karnap, der på anden etage prydes af korintiske pilastre. Stilen er historicisme inspireret af italiensk renæssance. Bygningen har rusticeret kvaderpuds på hjørnerne, kælderetagen lynettevinduer omgivet af kvaderpuds. Husets vinduer krones af enkle, vandrette fordakninger.
Bygningen blev fredet i 1978. Senere ejere var De Danske Spritfabrikker og AAB. AAB solgte i 2011 huset til Karberghus.